# Walki na Nowej Gwinei
Walki na Nowej Gwinei (w latach 1942–1945) były jedną z ważniejszych operacji militarnych II wojny światowej na obszarze południowo-zachodniego Pacyfiku.
Przed wybuchem wojny wyspa Nowa Gwinea podzielona była na następujące obszary administracyjne:
- Nowa Gwinea Australijska, czyli północno-wschodnia część wyspy i okoliczne archipelagi, znajdowała się pod zarządem Australii działającej z mandatu Ligi Narodów;
- Terytorium Papui, południowo-wschodnia część wyspy, ze stolicą w Port Moresby, była kolonią australijską;
- Nowa Gwinea Holenderska, zachodnia część wyspy, należała do Indii Holenderskich (obecnie w granicach Indonezji).

Nowa Gwinea posiadała spore znaczenie strategiczne jako znacznej wielkości ląd położony na północ od Australii w bezpośredniej jej bliskości. Jej obszar pozwalał zdobywcom na założenie wielu baz lądowych, lotniczych i morskich.
Walki pomiędzy siłami aliantów a Japonią wybuchły wraz z zaatakowaniem przez Japończyków Rabaulu 23 stycznia 1942 roku. Zgodnie z planami sztabowców japońskich Rabaul stał się wysuniętą bazą, z której kierowano operacjami na Nowej Gwinei, w tym kampanią na szlaku Kokoda w okresie od lipca 1942 do stycznia 1943, a także działaniami w rejonie Buna-Gona. Walki na niektórych obszarach Nowej Gwinei trwały do sierpnia 1945 roku, a więc praktycznie do końca wojny.
Naczelnym dowódcą w obszarze południowo-zachodniego Pacyfiku był generał Douglas MacArthur. Działał on w oparciu o bazy w Melbourne, Brisbane i Manili. Ze strony japońskiej odpowiedzialność za kampanie zarówno na Nowej Gwinei, jak i na Wyspach Salomona, wzięła na siebie 8 Grupa Armii pod dowództwem generała Hitoshiego Imamury. Jego główną bazą operacyjną był Rabaul. 18 Armia pod dowództwem generała Hatazō Adachiego odpowiadała za działania na samej Nowej Gwinei.
W czasie trwania ponad 3-letnich walk wojska japońskie na północno-wschodnich obszarach Nowej Gwinei zostały całkowicie rozbite i unicestwione.